# Гробианизм
Гробиани́зм (нем. Grobianismus) — особое течение в немецкой литературе, появившееся в конце XV века и достигшее своего расцвета в XVI веке; возник как пародийное подражание литературе «Tischzuchten». Первое произведение такого рода — «Grobianus Tischzucht» — появилось ещё в 1538 году; здесь, как и в ряде последующих произведений гробианской школы, преподавались иронические наставления, как себя вести неблагопристойно за столом. Основателем этого течения является Фридрих Дедекинд (1525—1598), написавший латинскими дистихами «Grobianus» (1549), сатиру на пьянство и грубость нравов того времени, получившую широкое распространение и переведённую Каспаром Шейдтом на немецкий язык рифмованными стихами. Последователем гробианизма считается племянник Шейдта судья и поэт-сатирик Иоганн Фишарт.
Гробианизм — типично бюргерское течение, осмеивавшее подражание романским (французской и итальянской) модам, — отсюда и латинский суффикс слова «Grobianus». Нанося удар по студенческой богеме, с одной стороны, по подражательности дворянства и тяготевших к нему кругов общества — с другой, гробианская сатира (с типичным для бюргерства лицемерием) упивается той самой грязью, которую она якобы бичует. Отсюда позднейший протест против этих форм сатиры (антигробианизм) тех же бюргерских кругов.